# Dansk Orienterings-Forbund
Dansk Orienterings-Forbund (DOF) er det officielle specialforbund i Danmark for 'Orientering', der omfatter: Orienteringsløb (FodO), mountainbike-orientering (MTBO), præcisionsorientering (PræO) og skiorientering (SkiO). 

## Om forbundet
Forbundet havde 1. april 2021 ca. 7.100 medlemmer fordelt på i alt 72 orienteringsklubber.
Forbundet er et specialforbund under Danmarks Idrætsforbund (DIF). Nationalt er det medlem af Friluftsrådet, og internationalt er DOF medlem af 'International Orienteering Federation' (det Internationale Orienterings-Forbund) (IOF).

## Formål
Forbundets formål er at fremme interessen for og udviklingen af orienteringsidrætten i Danmark og at lede dennes repræsentation i udlandet.

## Forbundets aktiviteter
Dansk Orienterings-Forbund varetager orienteringsklubbernes interesser fx i forhold til skovejere, og fastlægger reglerne for orienteringskonkurrencer i Danmark. 
Forbundet driver derudover en række digitale services, det benyttes af orienteringsløbere i hele landet. Det gælder fx O-service.dk Arkiveret 21. oktober 2022 hos  Wayback Machine, hvor medlemmer af DOFs klubber kan tilmelde sig løb, O-track.dk hvor løberne kan uploade tracks fra deres løb og dermed foretage sammenligning af vejvalg samt Orienteringsløb.dk Arkiveret 25. februar 2021 hos  Wayback Machine, der giver overblik over konkurrencer og træningsløb i klubberne.
Dansk Orienterings-Forbund driver også projektet Find vej i Danmark, der er et landsdækkende orienteringstilbud, hvor enhver kan finde faste poster og fx underholde sig med fotoorientering og lydfortællinger.
Herudover udkommer Magasinet ’Orientering’ fire gange årligt. Magasinet henvender sig primært til alle medlemmer af DOF.

## Organisation
Dansk Orienterings-Forbund har en organisationsstruktur, der omfatter et repræsentantskab, en hovedbestyrelse og en daglig ledelse. Hertil kommer tre kredse.
Repræsentantskabet, der er forbundets øverste myndighed, mødes ordinært en gang årligt. Repræsentantskabet består af medlemsklubbernes repræsentanter, også for associerede medlemmer, samt medlemmer af hovedbestyrelsen, appeludvalg, kredsbestyrelser og områder. Stemmeberettiget er alene klubber, der er medlem af forbundet. Hver klub har to stemmer.
Hovedbestyrelsen (HB)  består af syv medlemmer: En formand og tre medlemmer, der alle vælges på forbundets repræsentantskabsmøde, samt tre kredsrepræsentanter (valgt regionalt på klubledermøderne). Valg til tillidshverv i forbundet sker for to år. Hovedbestyrelsen udpeger hvert år en HB-ansvarlig til hvert af forbundets fire hovedudvalg, der jf. ’Plan 2025’ omfatter: ’Børn & unge’, ’Klubber’, ’Elite’ og ’Faciliteter’.
Den daglige ledelse varetages af en af hovedbestyrelsen ansat direktør.
Kredse Landet er inddelt geografisk i tre kredse med dertilhørende medlemsklubber. Inddelingen følger regionsgrænserne, idet de tre kredse udgøres af: 
- Nordkredsen, Region Nordjylland og Region Midtjylland
- Sydkredsen, Region Syddanmark
- Østkredsen, Region Sjælland og Region Hovedstad inkl. Bornholm.[9]

## Historie
Orienteringsløbere i Danmark var indtil 1950 organiseret i Dansk Ski- og Orienterings-Forbund der også talte skiløbere. Ved forbundets årsmøde 3. december 1950 blev det besluttet af adskille de to sportsgrene, og man oprettede Dansk Orienterings-Forbund og Dansk Skiforbund. De to forbund havde fælles økonomi og udgav fælles medlemsblad indtil 1. august 1951. Dansk Orienterings-Forbund afholdt deres første selvstændige repræsentantskabsmøde i februar 1952.
Olaf Andersen blev i 1950 valgt som den første formand for DOF. I 1960 tog han initiativ til oprettelsen af det internationale orienteringsforbund IOF, som officielt blev dannet ved et møde i København i 1961. Olaf Andersen var formand i over 15 år, inden han trak sig tilbage fra posten d. 20. februar 1966. Olaf Andersen blev afløst af Torkil Laursen, som i sin formandsperiode var medvirkende til, at Danmark for første gang fik tildelt VM i orienteringsløb i 1974.

### Formænd gennem tiden
i nedenstående oversigt er formændene oplistet efter deres formandsperiode:
| Formænd i DOF oplistet efter formandsperiode | Formænd i DOF oplistet efter formandsperiode |
| Formandsperiode (årstal)                     | Formandens navn                              |
| -------------------------------------------- | -------------------------------------------- |
| 2021-                                        | Poul Kristian Mouritsen                      |
| 2014-2021                                    | Walther Rahbek                               |
| 2008-2014                                    | Helge Søgaard                                |
| 2000-2008                                    | Ole Husen                                    |
| 1989-2000                                    | Ove Gasbjerg                                 |
| 1985-1989                                    | Hans Hartmund                                |
| 1981-1985                                    | Erik Nielsen                                 |
| 1975-1981                                    | Poul Erik Birk Jakobsen                      |
| 1966-1975                                    | Torkil Laursen                               |
| 1950-1966                                    | Olaf Andersen                                |

## Mesterskaber

### Nationale mesterskaber
I Dansk Orienterings-Forbund er det kredsene, der på skift afvikler danmarksmesterskaberne (DM) henholdsvis forbundsmesterskaberne (FM) i orienteringsløb (FOD-O) og mountainbike-orientering (MTBO). Det sker på basis af en turnus fastlagt af forbundets 'Stævne- og reglementsudvalg'. Stævnerne afvikles i Danmark.
I FOD-O afvikles der DM/FM i orientering i følgende internationale mesterskabsdiscipliner: Lang, mellem, sprint, stafet og sprint-stafet. Herudover afvikles der konkurrencer i de nationale mesterskabs-discipliner: Ultralang, nat og hold. Sidstnævnte er en divisionsturnering, hvor klubben, der vinder, er mester i DM hold.
I MTBO afvikles der DM/FM i følgende internationale mesterskabsdiscipliner: Lang, mellem, sprint og stafet. Stafet i MTBO har dog senest været afholdt i 2015.

### Internationale mesterskaber
Her følger en tabel, der viser de internationale mesterskaber i orientering, som Dansk Orienterings-Forbund har fået tildelt og afviklet. Af tabellen fremgår år for afholdelsen, disciplin (FOD-O eller MTBO), mesterskab (VM, EM eller WMOC (World Masters Orienteering Championships)), atleter (senior, masters eller junior) samt afholdte konkurrencer og det primære sted for afholdelsen.
| Internationale mesterskaber i orientering og mountainbike-orientering afholdt i Danmark | Internationale mesterskaber i orientering og mountainbike-orientering afholdt i Danmark | Internationale mesterskaber i orientering og mountainbike-orientering afholdt i Danmark | Internationale mesterskaber i orientering og mountainbike-orientering afholdt i Danmark | Internationale mesterskaber i orientering og mountainbike-orientering afholdt i Danmark | Internationale mesterskaber i orientering og mountainbike-orientering afholdt i Danmark | Internationale mesterskaber i orientering og mountainbike-orientering afholdt i Danmark | Internationale mesterskaber i orientering og mountainbike-orientering afholdt i Danmark |
| År                                                                                      | Dato                                                                                    | Disciplin                                                                               | Mesterskab                                                                              | Atleter                                                                                 | Konkurrencer                                                                            | Sted                                                                                    | Reference                                                                               |
| --------------------------------------------------------------------------------------- | --------------------------------------------------------------------------------------- | --------------------------------------------------------------------------------------- | --------------------------------------------------------------------------------------- | --------------------------------------------------------------------------------------- | --------------------------------------------------------------------------------------- | --------------------------------------------------------------------------------------- | --------------------------------------------------------------------------------------- |
| 2022                                                                                    | 26/7 – 30/7                                                                             | FOD-O                                                                                   | VM                                                                                      | Senior                                                                                  | Sprint Knock-Out Sprint Sprintstafet                                                    | Vejle                                                                                   | [ 17 ]                                                                                  |
| 2019                                                                                    | 28/7 – 3/8                                                                              | MTBO                                                                                    | VM                                                                                      | Senior Junior                                                                           | Sprint Mellem Lang Massestart Stafet                                                    | Viborg                                                                                  | [ 18 ]                                                                                  |
| 2019                                                                                    | 6/7 – 12/7                                                                              | FOD-O                                                                                   | VM                                                                                      | Junior                                                                                  | Sprint Mellem Lang Stafet                                                               | Silkeborg                                                                               | [ 19 ]                                                                                  |
| 2018                                                                                    | 6/7 – 13/7                                                                              | FOD-O                                                                                   | WMOC                                                                                    | Masters                                                                                 | Sprint Mellem Lang                                                                      | København                                                                               | [ 20 ]                                                                                  |
| 2010                                                                                    | 4/7 – 10/7                                                                              | FOD-O                                                                                   | VM                                                                                      | Junior                                                                                  | Sprint Mellem Lang Stafet                                                               | Aalborg                                                                                 | [ 21 ]                                                                                  |
| 2009                                                                                    | 22/6 – 28/6                                                                             | MTBO                                                                                    | EM                                                                                      | Senior                                                                                  | Sprint Mellem Lang Stafet                                                               | Nordsjælland                                                                            | [ 22 ]                                                                                  |
| 2009                                                                                    | 22/6 – 28/6                                                                             | MTBO                                                                                    | VM                                                                                      | Junior                                                                                  | Sprint Mellem Lang Stafet                                                               | Nordsjælland                                                                            | [ 23 ]                                                                                  |
| 2006                                                                                    | 1/8 – 5/8                                                                               | FOD-O                                                                                   | VM                                                                                      | Senior                                                                                  | Sprint Mellem Lang Stafet                                                               | Aarhus                                                                                  | \|-                                                                                     |
| 2004                                                                                    | 10/7 – 17/7                                                                             | FOD-O                                                                                   | EM                                                                                      | Senior                                                                                  | Sprint Mellem Lang Stafet                                                               | Roskilde                                                                                | [ 25 ]                                                                                  |
| 1999                                                                                    | 18/7 – 23/7                                                                             | FOD-O                                                                                   | WMOC                                                                                    | Masters                                                                                 | Fremgår ikke                                                                            | Aarhus                                                                                  | [ 26 ]                                                                                  |
| 1995                                                                                    | 9/7 – 2/7                                                                               | FOD-O                                                                                   | VM                                                                                      | Junior                                                                                  | Kort Klassisk Stafet                                                                    | Horsens                                                                                 | [ 27 ]                                                                                  |
| 1974                                                                                    | 20/9 – 22/9                                                                             | FOD-O                                                                                   | VM                                                                                      | Senior                                                                                  | Klassisk Stafet                                                                         | Viborg                                                                                  | [ 28 ]                                                                                  |

## Notable orienteringsløbere og mountainbike-orienteringsryttere
Flere løbere og rytter fra Dansk Orienterings-Forbund har vundet internationale medaljer. Hertil kommer to deltagere i PRÆ-O.
I nedenstående oversigt fremgår de løbere, der har vundet to eller flere medaljer ved seniorernes internationale mesterskaber i FOD-O: VM, EM, Nordiske mesterskaber (NM) og World Games (WG). De er oplistet efter fødselsår.
| Notable danske orienteringsløbere*                                                                             | Notable danske orienteringsløbere* |
| Navn | Fødselsår                          |
| --- | ---------------------------------- |
| Cecilie Friberg Klysner                                                                                        | 1994                               |
| Emma Klingenberg                                                                                               | 1992                               |
| Ida Bobach | 1991                               |
| Søren Bobach                                                                                                   | 1989                               |
| Maja Alm | 1988                               |
| Tue Lassen | 1985                               |
| Signe Søes | 1983                               |
| René Rokkjær                                                                                                   | 1974                               |
| Chris Terkelsen                                                                                                | 1972                               |
| Carsten Jørgensen                                                                                              | 1970                               |
| Torben Skovlyst                                                                                                | 1970                               |
| Allan Mogensen                                                                                                 | 1967                               |
| Mona Nørgaard                                                                                                  | 1948                               |
| Noter: *Orienteringsløbere, der har vundet mindst to medaljer i orientering ved VM, EM, NM og WG for seniorer. |                                    |

I nedenstående oversigt fremgår de ryttere, der har vundet to eller flere medaljer ved seniorernes internationale mesterskaber i MTBO: VM og EM. De er oplistet efter fødselsår.
| Notable danske mountainbike-orienteringsryttere*                                                              | Notable danske mountainbike-orienteringsryttere* |
| Navn | Fødselsår                                        |
| --- | ------------------------------------------------ |
| Nikoline Holm Splittorff                                                                                      | 1999                                             |
| Cæcilie Rueløkke Christoffersen                                                                               | 1992                                             |
| Camilla Søgaard                                                                                               | 1991                                             |
| Rasmus Søgaard                                                                                                | 1991                                             |
| Søren Strunge                                                                                                 | 1986                                             |
| Ann-Dorthe Lisbygd                                                                                            | 1984                                             |
| Rikke Kornvig                                                                                                 | 1983                                             |
| Allan Jensen                                                                                                  | 1981                                             |
| Erik Skovgaard Knudsen                                                                                        | 1981                                             |
| Bjarke Refslund                                                                                               | 1981                                             |
| Torbjørn Gasbjerg                                                                                             | 1980                                             |
| Line Brun Stallknecht                                                                                         | 1976                                             |
| Lasse Brun Pedersen                                                                                           | 1974                                             |
| Nina Hoffmann                                                                                                 | 1973                                             |
| Noter: *Mountainbike-orienteringsryttere, der har vundet mindst to medaljer i MTBO ved VM og EM for seniorer. |                                                  |

PRÆ-O: Søren Saxtorp har vundet flere medaljer ved VM ’Para-klassen’, mens Tobias Biering har vundet to medaljer i den åbne klasse ved EM i PRÆ-O.

## Æresbevisninger
Dansk Orienterings-Forbund har en lang tradition for at hædre dygtige, og trofaste medlemmer eller personer, der på en enestående måde har løst en opgave eller ydet en ekstraordinær præstation.
I årenes løb er en række orienteringsløbere og mountainbike-orienteringsryttere blevet hædret for deres præstationer. De er således blevet udnævnt til ’Årets O-løber’ henholdsvis ’Årets MTBO-rytter’.
Dygtige trænere og korttegnere, der har gjort sig særlig bemærket på
korttegningsområdet, er gennem årene blevet udnævnt til ’Årets træner’  henholdsvis ’Årets kortprofil’.  
Mens personer eller klubber, som har ydet en rosværdig indsats, er blevet tildelt ’Organisatoren’,   ’Silvablokken’ eller ’Årets klub’.
Ærestegn tildeles personer, der enten har ydet dansk orienteringsidræt særlige og betydningsfulde fortjenester eller har ydet mange års uegennyttigt arbejde for forbund og/eller kreds.
Personer, der gennem en årrække har ydet en særlig fortjenstfuld indsats for orienteringsidrætten, kan af repræsentantskabet - efter hovedbestyrelsens indstilling - udnævnes til æresmedlemmer. Forbundet har til dato (oktober 2023) udnævnt seks æresmedlemmer. I nedenstående oversigt er æresmedlemmerne oplistet efter årstal for deres udnævnelse:
| Æresmedlem af Dansk Orienterings-Forbund | Æresmedlem af Dansk Orienterings-Forbund |
| Navn                                     | Årstal for udnævnelsen                   |
| ---------------------------------------- | ---------------------------------------- |
| Maja Alm                                 | 2022                                     |
| Flemming Nørgaard                        | 2004                                     |
| Ove Gasbjerg                             | 2000                                     |
| Poul Erik Birk Jakobsen                  | 1994                                     |
| Torkil Lausen                            | 1990                                     |
| Olaf Andersen                            | 1966                                     |